# Gare de Zeebruges-Village
Pour les articles homonymes, voir Dorp.
La gare de Zeebruges-Village ou gare de Zeebrugge-Dorp (en néerlandais : station Zeebrugge-Dorp) est une gare ferroviaire belge de la ligne 51A/1, de Zeebruges-Formation à Zeebruges-Village, située à Zeebruges sur le territoire de la ville de Bruges, dans la province de Flandre-Occidentale en Région flamande.

## Situation ferroviaire
Établie à 3 mètres d'altitude, la gare terminus des voyageurs de Zeebrugge-Dorp est située au point kilométrique (PK) 0,541 de la ligne 51A/1 de Zeebrugge-Rooster H à Zeebrugge-Dorp, après la gare de Lissewege située sur la ligne 51A de Y Blauwe Toren à Zeebrugge-Strand.

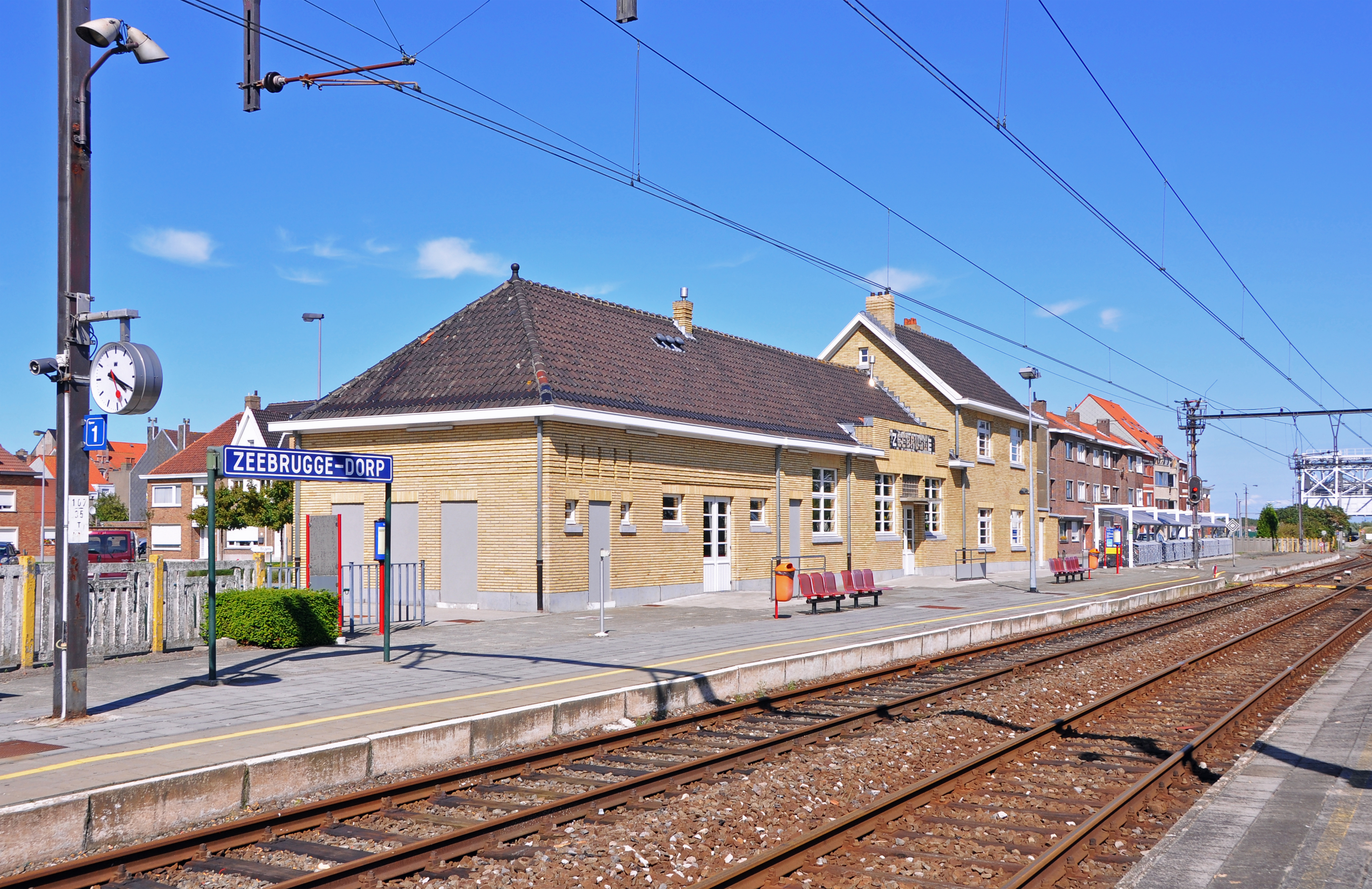
Intérieur de l'arrêt

## Service des voyageurs

### Accueil
Halte SNCB, est un point d'arrêt non géré (PANG) à accès libre.

### Desserte
Zeebruges-Village est desservie uniquement en semaine par des trains Omnibus (L) et Heure de pointe (P) de la SNCB.
La desserte est reportée le samedi et dimanche sur la gare de Zeebruges-Plage située sur une autre branche de la ligne et, lors des vacances, toute la desserte se fait au départ de Zeebruges-Plage.
Zeebruges-Village est desservie par :
- des trains L entre Malines et Zeebruges-Village (les deux premiers trains du matin ne viennent que de Termonde) ;
- un train P direct entre Bruges et Zeebruges-Village (le matin) ;
- deux trains P entre Zeebruges-Village et Bruges (un le matin et un l’après-midi) ;
- un train P entre Bruges et Zeebruges-Village (l’après-midi).

### Intermodalité
Un abri pour les vélos et un parking pour les véhicules y sont aménagés.

## Comptage voyageurs
Ce graphique et tableau montre le nombre de voyageurs embarquant en moyenne durant la semaine, le samedi et le dimanche.
| Nombre de passagers qui embarquent à la gare de Zeebrugge-Dorp | Nombre de passagers qui embarquent à la gare de Zeebrugge-Dorp | Nombre de passagers qui embarquent à la gare de Zeebrugge-Dorp | Nombre de passagers qui embarquent à la gare de Zeebrugge-Dorp |
|                                                                | Semaine                                                        | Samedi                                                         | Dimanche                                                       |
| -------------------------------------------------------------- | -------------------------------------------------------------- | -------------------------------------------------------------- | -------------------------------------------------------------- |
| 1977                                                           | 510                                                            | 216                                                            | 265                                                            |
| 1978                                                           | 561                                                            | 343                                                            | 205                                                            |
| 1979                                                           | 700                                                            | 360                                                            | 370                                                            |
| 1980                                                           | 744                                                            | 295                                                            | 299                                                            |
| 1981                                                           | 779                                                            | 350                                                            | 417                                                            |
| 1982                                                           | 726                                                            | 567                                                            | 257                                                            |
| 1983                                                           | 575                                                            | 467                                                            | 170                                                            |
| 1984                                                           | 723                                                            | 492                                                            | 335                                                            |
| 1985                                                           | 888                                                            | 648                                                            | 405                                                            |
| 1986                                                           | 573                                                            | 256                                                            | 178                                                            |
| 1987                                                           | 549                                                            | 297                                                            | 274                                                            |
| 1988                                                           | 557                                                            | 382                                                            | 304                                                            |
| 1989                                                           | 700                                                            | 397                                                            | 242                                                            |
| 1990                                                           | 613                                                            | 464                                                            | 425                                                            |
| 1991                                                           | 697                                                            | 484                                                            | 274                                                            |
| 1992                                                           | 654                                                            | 376                                                            | 322                                                            |
| 1993                                                           | 482                                                            | 305                                                            | 207                                                            |
| 1994                                                           | 617                                                            | 251                                                            | 169                                                            |
| 1995                                                           | 559                                                            | 158                                                            | 190                                                            |
| 1996                                                           | 502                                                            | 129                                                            | 157                                                            |
| 1997                                                           | 457                                                            | 156                                                            | 105                                                            |
| 1998                                                           | 792                                                            | 98                                                             | 68                                                             |
| 1999                                                           | 329                                                            | 56                                                             | 44                                                             |
| 2000                                                           | 289                                                            | 38                                                             | 46                                                             |
| 2001                                                           | 312                                                            | -                                                              | -                                                              |
| 2002                                                           | 316                                                            | -                                                              | -                                                              |
| 2003                                                           | 292                                                            | -                                                              | -                                                              |
| 2004                                                           | 288                                                            | -                                                              | -                                                              |
| 2005                                                           | 286                                                            | -                                                              | -                                                              |
| 2006                                                           | 290                                                            | -                                                              | -                                                              |
| 2007                                                           | 260                                                            | -                                                              | -                                                              |
| 2008                                                           | -                                                              | -                                                              | -                                                              |
| 2009                                                           | 250                                                            | -                                                              | -                                                              |
| 2010                                                           | -                                                              | -                                                              | -                                                              |
| 2011                                                           | -                                                              | -                                                              | -                                                              |
| 2012                                                           | 291                                                            | -                                                              | -                                                              |
| 2013                                                           | 232                                                            | -                                                              | -                                                              |
| 2014                                                           | 216                                                            | -                                                              | -                                                              |
| 2015                                                           | 267                                                            | -                                                              | -                                                              |
| 2016                                                           | 244                                                            | -                                                              | -                                                              |
| 2017                                                           | 272                                                            | -                                                              | -                                                              |
| 2018                                                           | 350                                                            | -                                                              | -                                                              |
| 2019                                                           | 290                                                            | -                                                              | -                                                              |
| 2020                                                           | 181                                                            | -                                                              | -                                                              |
| 2021                                                           | -                                                              | -                                                              | -                                                              |
| 2022                                                           | 477                                                            | -                                                              | -                                                              |
| 2023                                                           | 353                                                            | -                                                              | -                                                              |
| 2024                                                           | 294                                                            | -                                                              | -                                                              |

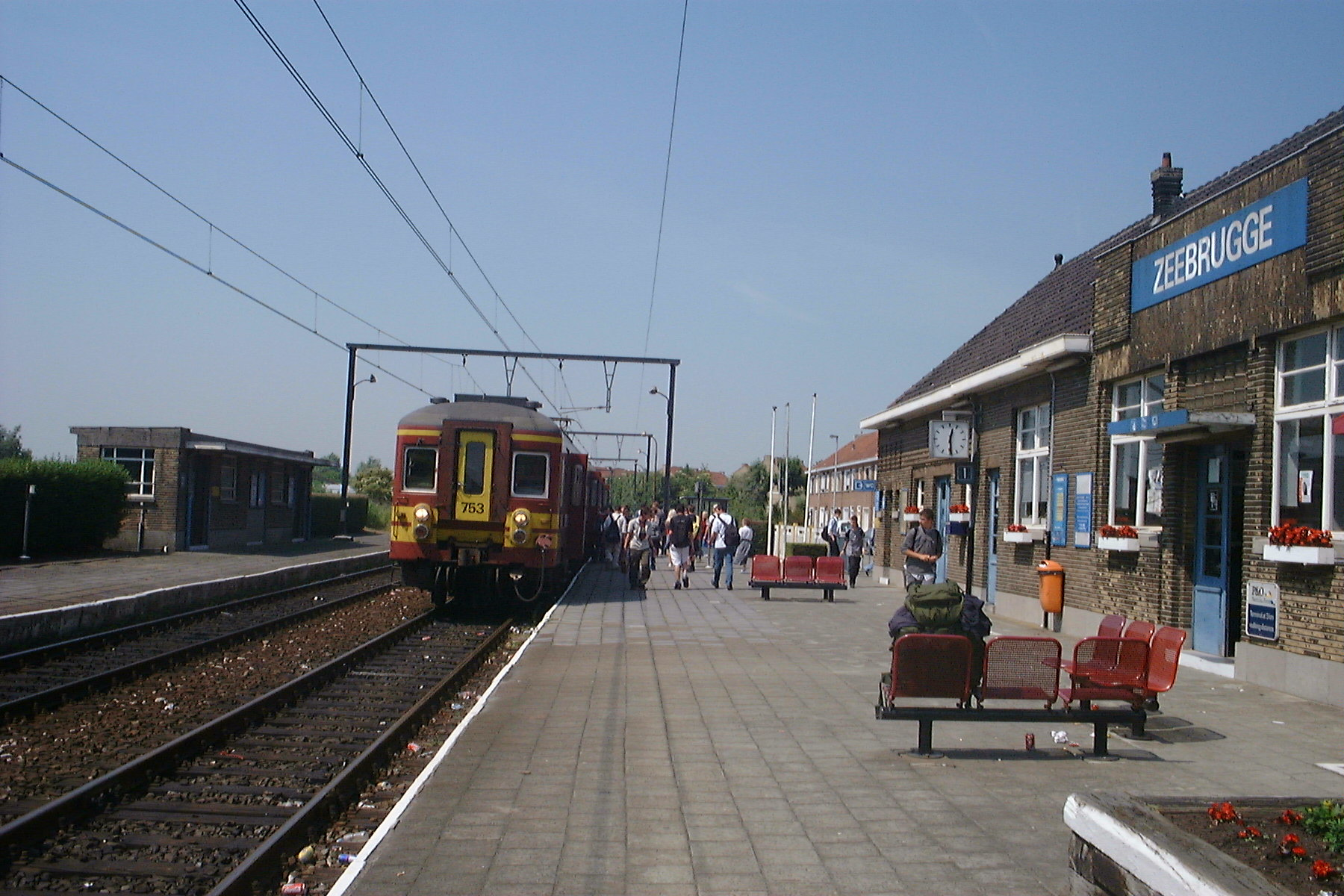
La gare en 2003
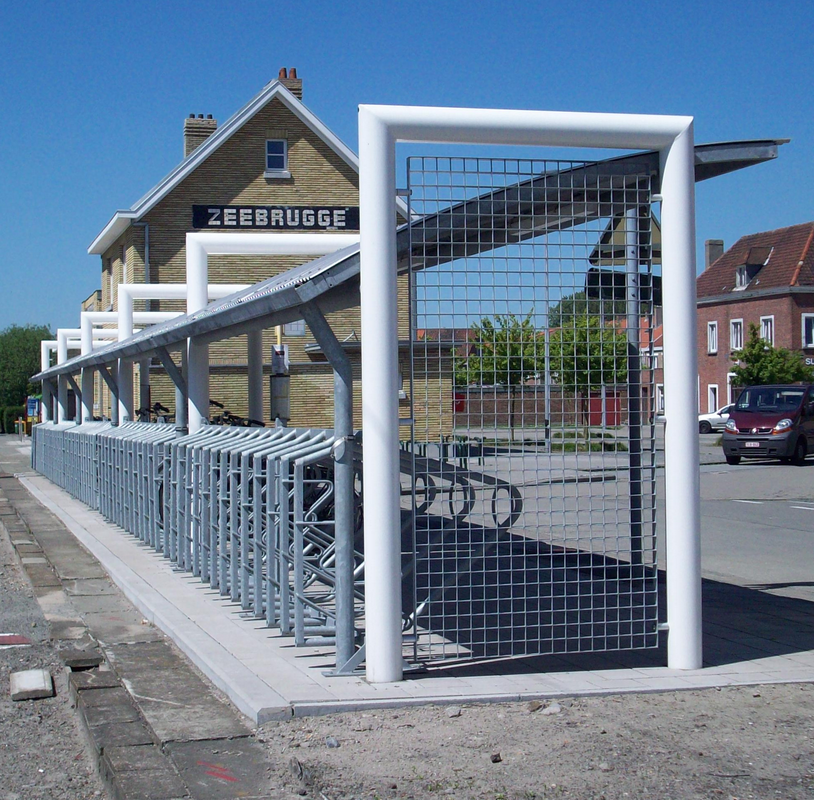
Abri à vélos
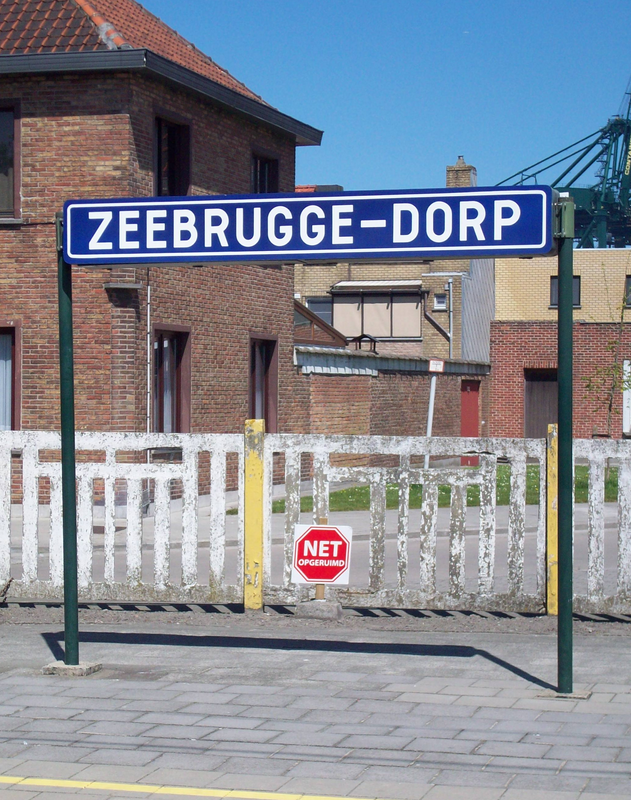
Panneau de quai
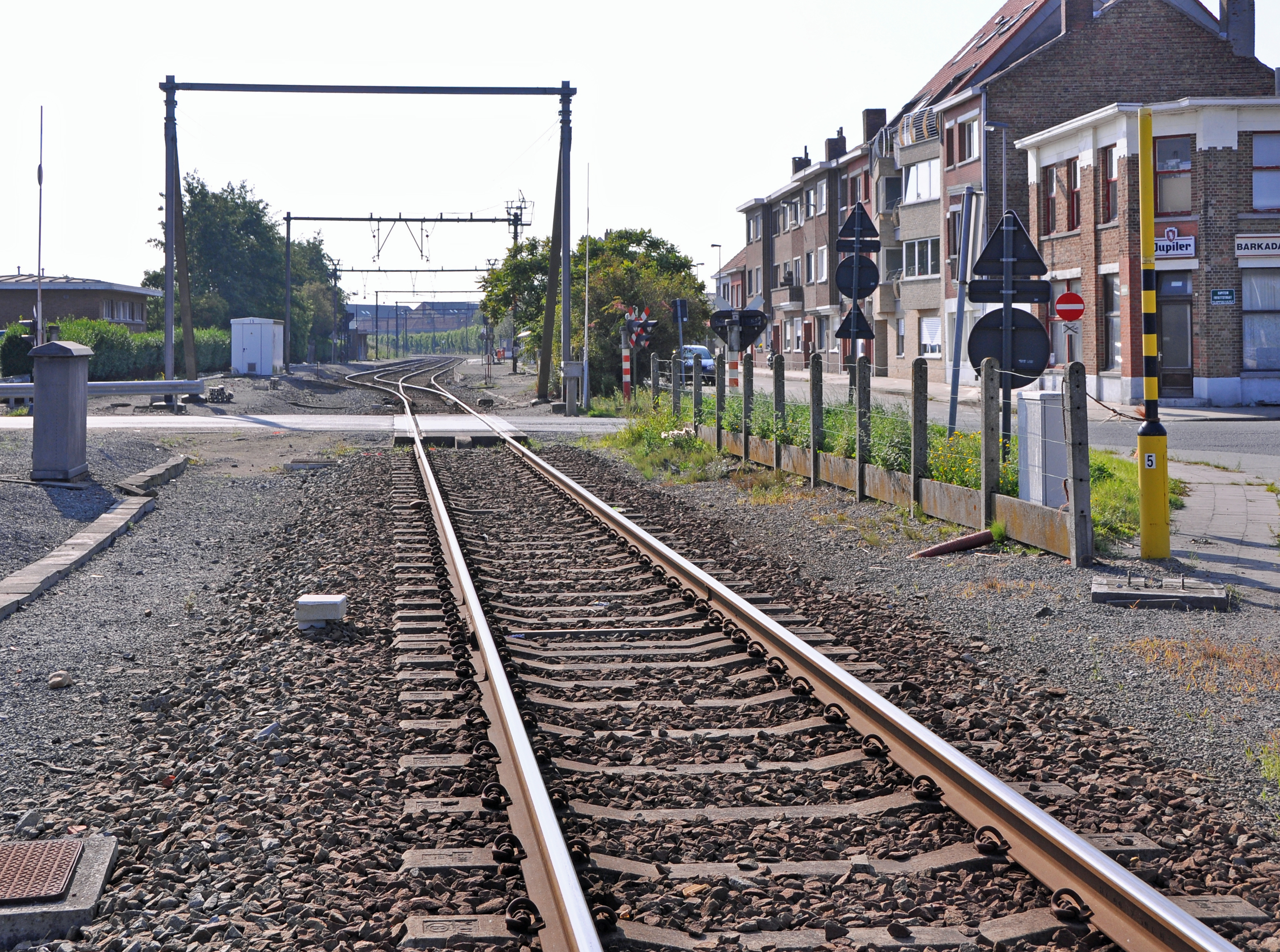
Sortie de la gare vers la ligne 202